# Hayuliang
Hayuliang är en ort i Indien.   Den ligger i delstaten Arunachal Pradesh, i den östra delen av landet, 1 900 km öster om huvudstaden New Delhi. Hayuliang ligger 559 meter över havet och antalet invånare är 1 834.
Terrängen runt Hayuliang är huvudsakligen mycket bergig. Hayuliang ligger nere i en dal. Runt Hayuliang är det mycket glesbefolkat, med 7 invånare per kvadratkilometer. Det finns inga andra samhällen i närheten. I omgivningarna runt Hayuliang växer i huvudsak blandskog.